# Order Marii Teresy
Wojskowy Order Marii Teresy (niem. Militär-Maria-Theresien-Orden, skrót: MMTO) – ustanowione 18 czerwca 1757 po bitwie pod Kolinem najwyższe odznaczenie wojenne i drugi w kolejności starszeństwa order nadawany w Monarchii Habsburgów (Arcyksięstwa Austriackiego do 1804, następnie Cesarstwa Austrii do 1867 i Austro-Węgier do 1918) i jako jej kontynuacji regencji Królestwa Węgier do 1945.

## Historia
Order ustanowiła cesarzowa Maria Teresa. Order Marii Teresy był pierwszym nowoczesnym orderem wojskowym. Na statucie tego Orderu, ustanowionego 12 grudnia 1758 roku, wzorowali się m.in. twórcy Virtuti Militari. Order nadawano za waleczność i zakończone powodzeniem śmiałe czyny podjęte z własnej inicjatywy, także wykonane bez rozkazu lub wbrew rozkazowi.
Początkowo order składał się z dwóch klas. Po wstąpieniu na tron, cesarz Józef II w 1765 utworzył pośrednią klasę:
- Krzyż Wielki (Großkreuz),
- Komandor (Commandeurs/Kommandeure),
- Kawaler (Ritter).

Po rozpadzie Austro-Węgier w 1918 cesarz Karol I Habsburg przekazał swoje prerogatywy kapitule orderu, która nadawała go dalej w latach 1919-1931, a po tym okresie uznała jego przyznawanie za zakończone. Do tego momentu łącznie order nadano 1243 razy.
4 listopada 1938 regent Królestwa Węgier admirał Miklós Horthy wznowił order (Węgry były już wówczas jedyną legalną kontynuacją monarchii habsburskiej po wcieleniu Austrii do III Rzeszy), ustanawiając siebie jako regenta jego wielkim mistrzem. Do momentu zmiany węgierskiego ustroju w 1946 odbyło się tylko jedno nadanie, a odznaczonym był generał major Kornél Oszlányi, który otrzymał klasę Kawalera 24 stycznia 1944 za nadzwyczajny heroizm w bitwie pod Woroneżem w 1942 przeciwko Sowietom.

## Opis odznaki
Wygląd

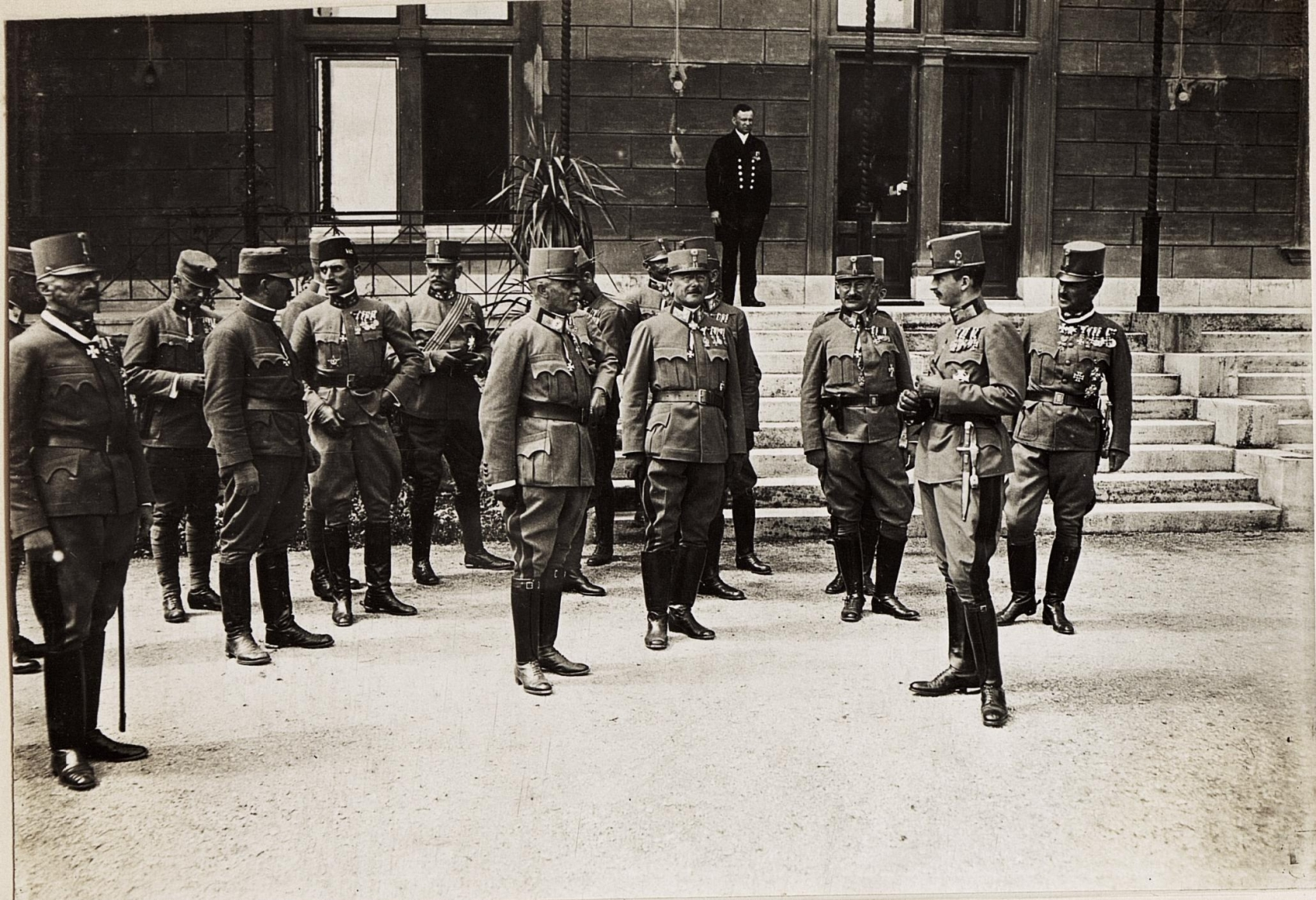
Po ceremonii dekoracji w Schloss Wartholz 17 sierpnia 1917. Na lewym i prawym skraju zdjęcia dwaj oficerowie odznaczeni Krzyżem Komandorskim noszonym na wstędze na szyi, pozostali z Krzyżami Rycerskimi zawieszonymi na guziku. Drugi od prawej cesarz Karol I Habsburg

Krzyż Wielki był wykonany ze złota i pokryty białą emalią. Pośrodku znajdowała się tarcza z inicjałami M.T. F. (Maria Teresa, Franciszek) otoczona wieńcem laurowym. Na odwrocie umieszczono czerwono-biało-czerwoną tarczę otoczoną dewizą FORTITUDINI (dzielnemu, nieustraszonemu, mężnemu). Krzyże Komandorskie i Kawalerskie miały podobny wygląd, ale mniejsze rozmiary.
Wymiary
- Krzyż Wielki z 1760 r. miał wymiary 60,5 mm x 52 mm i ważył 41,5 g; model z lat 1914-1918 miał wymiary 67 mm x 61 mm i masę 52,8 g.
- Krzyż komandorski z lat 1914-1918 miał wymiary 46 mm x 43 mm i masę 27 g.
- Krzyż Kawalerski z lat 1790/1815 miał wymiary 31,6 mm x 27,9 mm i masę 15,6 g; tenże krzyż z lat 1848/49 miał natomiast wymiary 32 mm x 30 mm i masę 18,6 g. Wymienione krzyże wykonane były z pokrytego emalią złota.

Sposób noszenia
OMT noszony był na pąsowej wstędze z białym pasem pośrodku. Oficerowie odznaczeni krzyżem kawalerskim nosili go na wstędze szerokiej na dwa palce zawieszonej przez dziurkę od guzika lub na lewej piersi tuż nad kieszenią; komandorzy zawieszali go na szyi, zaś posiadacze Wielkiego Krzyża na wstędze szerokości dłoni przewieszonej przez prawe ramię. Do Wielkiego Krzyża przyznawano ponadto gwiazdę noszoną na lewej piersi, ozdobioną brylantami i złotym emaliowanym na zielono wieńcem laurowym.
| Wzór noszenia Orderu Marii Teresy | Wzór noszenia Orderu Marii Teresy | Wzór noszenia Orderu Marii Teresy |
| --------------------------------- | --------------------------------- | --------------------------------- |
|                                   |                                   |                                   |
| Baretki orderu                    |                                   |                                   |
| Kawaler                           | Komandor                          | Krzyż Wielki                      |

## Odznaczeni

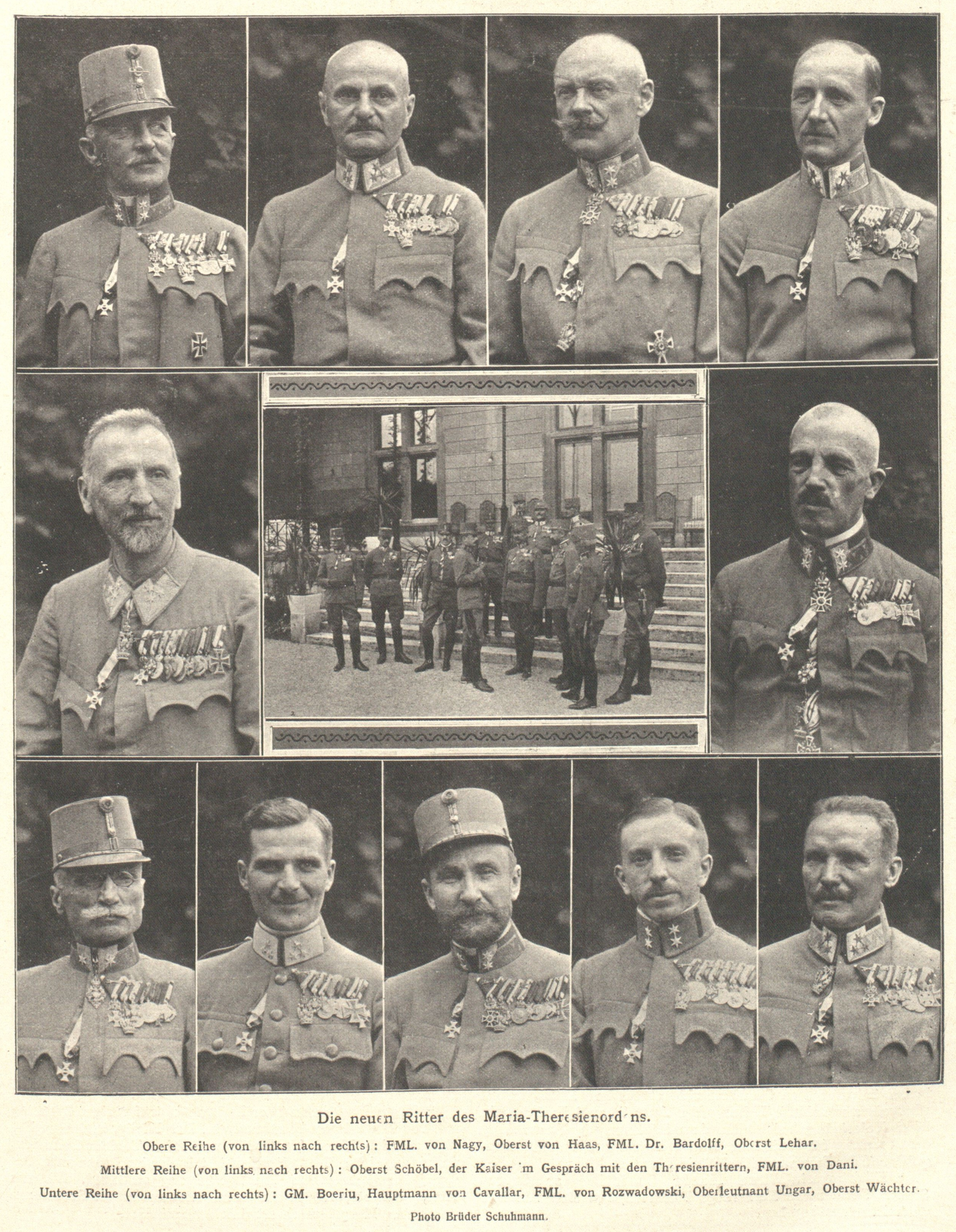
Oficerowie odznaczeni krzyżem kawalerskim Orderu Marii Teresy w sierpniu 1918. Noszą oni order zawieszony na dziurce od guzika. W dolnym rzędzie pośrodku Tadeusz Rozwadowski, późniejszy generał WP.

### Polacy uhonorowani OMT
Na przestrzeni lat 1757–1931 Orderem Marii Teresy odznaczono jedynie 1240 oficerów w tym 12 Polaków. W tej liczbie znajdowali się:
- płk. Andrzej Poniatowski – (za bitwę pod Gabel 14 lipca 1757 r., 1. promocja z 7 marca 1758 r.)
- mjr. kirasjerów Sylwiusz Aleksander Bojanowski (za bitwę pod Kolinem 18 VI 1757 r., 1. promocja z 7 marca 1758 r.)
- kpt. Krzysztof Rogowski herbu Kornic (za bitwy pod Valenciennes i Beaumont w 1793 r., 34. promocja z 7 lipca 1794 r.),
- rtm. Tadeusz Brochowski (za bitwę pod Savoną 23 czerwca i Loano 23 listopada 1795 r., 42. promocja z 11 maja 1796 r.),
- ppor. Władysław Wielowieyski (za bitwy pod Papą 12 czerwca i Raab 14 czerwca 1809 r., 73-86. promocje z lat 1809-1810),
- gen. broni Karol Gorzkowski (za obronę Mantui w 1848 r., 151. promocja z 27 listopada 1848 r.)
- kpt. Józef Jabłoński (za Vincenzę 10 czerwca 1848 r., 151. promocja z 27 listopada 1848 r.).

I wojna światowa:
- kpt. Emil Prochaska, (za bitwę o pasmo Gučevo, na froncie serbskim, 5 listopada 1914 r., 180 promocja z 17 sierpnia 1917 r.),
- gen. Franciszek Latinik, (za zdobycie wzgórza Pustki w bitwie pod Gorlicami, 1919[1], odmowa przyjęcia)
- gen. dyw. (Feldmarschalleutnant) Tadeusz Jordan Rozwadowski, (za akcję pod Borowem 5 na 6 września 1914 r., 184. promocja z 17 sierpnia 1918 r.)
- por. Mieczysław Skulski, (za zajęcie i utrzymanie wzgórza Mt. Mosciach w Alpach Lessyńskich w rejonie obronnym fortu Asiago, 25 maja 1916 r., 187. promocja z 10 czerwca 1921 r.
- kpt. Stanisław Wieroński, (za działania w rejonie Medeazza w czasie 10 bitwy pod Isonzo, po 25 maja 1917 r., 189. promocja z 27 czerwca 1922 r.)
- kom. ppor. (Korvetten-Kapitän) Jerzy Zwierkowski, (za dowodzenie Oddziałem Min Rzecznych na Dunaju, w działaniach przeciw Rumunii i Rosji na przełomie lat 1916/1917, promocja z 27 VI 1922)